# Journal of Cheminformatics
Journal of Cheminformatics, скорочено J. Cheminformatics — науковий журнал, який видає Chemistry Central, наукова платформа, започаткована видавництвом «Springer Science+Business Media». Журнал публікується лише в Інтернеті та є у вільному доступі. Публікуються статті, присвячені хімічним інформаційним системам і молекулярному моделюванню. 
Імпакт-фактор у 2020 році склав 5,514. Згідно зі статистикою Web of Science, цей імпакт-фактор ставить журнал на 50 місце зі 178 журналів у категорії «Мультидисциплінарна хімія».  У категорії «Комп’ютерні науки, міждисциплінарні програми» на 20 місце зі 111 журналів, і в категорії «Комп’ютерні науки, інформаційні системи» на 31 місце зі 161 журнала.